# Wilson (film fra 1944)
 For alternative betydninger, se Wilson. (Se også artikler, som begynder med Wilson)
Wilson er amerikansk biografisk film fra 1944 instrueret af Henry King, med Charles Coburn, Alexander Knox, Geraldine Fitzgerald og Thomas Mitchell på rollelisten. Filmen handler om amerikanske præsident Woodrow Wilsons politiske karriere. Wilsons datter Eleanor Wilson McAdoo var en uformel rådgiver for filmen.

## Modtagelse
På trods af en god kritisk modtagelse, filmen var et flop. Den tabte rekordbeløbet $ 2,2 millioner.